# Papillitis necroticans
Papillitis necroticans, papillnjure, är en ovanlig njursjukdom. Papiller kan lossna och ge avflödeshinder med njurstenslika smärtor. Njurbäckeninflammation, kronisk alkoholism och diabetes kan utlösa sjukdomen.